# 897
| [ Edytuj tabelę ]          |                                                               |
| Król Anglii                | - 871 Alfred Wielki 899                                       |
| Hrabia Aragonii            | - 893 Galindo II 922                                          |
| Król Armenii               | - 890 Symbat I Męczennik 913                                  |
| Hrabia Barcelony           | - 878 Wilfred Włochaty 897 - 897 Wilfred Borrell II 911       |
| Książę Bawarii             | - 889 Luitpold 907                                            |
| Książę Burgundii           | - 880 Ryszard I Prawodawca 921                                |
| Cesarz Bizancjum           | - 886 Leon VI Filozof 912 - 886 Aleksander 913                |
| Chan Bułgarii              | - 893 Symeon I 913                                            |
| Cesarz Chin                | - 888 Tang Zhaozong 904                                       |
| Książę Czech               | - 895 Spitygniew I 915                                        |
| Władca Egiptu              | - 896 Harun Ibn Chumarawajh 904                               |
| Król Franków wschodnich    | - 887 Arnulf z Karyntii 899                                   |
| Król Franków zachodnich    | - 888 Odon 898 - 893 Karol III Prostak 922                    |
| Cesarz Japonii             | - 887 Uda 897 - 897 Daigo 930                                 |
| Kalif                      | - 892 Al-Mu’tadid 902                                         |
| Król Khmerów               | - 889 Jaszowarman I 910                                       |
| Wielki książę Kijowa       | - 882 Oleg Mądry 912                                          |
| Patriarcha Konstantynopola | - 893 Antoni II Kauleas 901                                   |
| Król Leónu                 | - 866 Alfons III Wielki 910                                   |
| Król Mercji                | - 879 Aethelred 911                                           |
| Król Nawarry               | - 880 Fortún Garcés 905                                       |
| Król Norwegii              | - 872 Harald Pięknowłosy 930                                  |
| Papież                     | - 896 Stefan VI (VII) 897 - 897 Teodor II 897 - 897 Roman 897 |
| Cesarz rzymski             | - 892 Lambert 898 - 896 Arnulf 899                            |
| Książę Saksonii            | - 880 Otto Dostojny 912                                       |
| Król Szkocji               | - 889 Donald II 900                                           |
| Doża Wenecji               | - 888 Pietro Tribuno 912                                      |
| Książę Węgier              | - 896 Arpad 907                                               |
| Książę wielkomorawski      | - 894 Mojmir II 906 - 894 Świętopełk II 906                   |

Rok 897 / DCCCXCVII
stulecia: VIII wiek ~
IX wiek ~
X wiek

lata: 887 «
892 «
893 «
894 «
895 «
896 «
897
» 898
» 899
» 900
» 901
» 902
» 907

## Wydarzenia
- Azja
  - Abdykacja cesarza japońskiego Udy; jego następcą został Daigo
- Europa
  - Synod trupi
  - sierpień – Romanus został wybrany na Stolicę Piotrową
  - listopad – Teodor II został papieżem
  - Borell I został hrabią Barcelony
  - Detronizacja albo śmierć papieża Romanusa

## Zmarli
- 11 sierpnia – Wilfred Włochaty, władca kataloński (ur. przed 840)[1]
- data dzienna nieznana:
  - Stefan VI, papież (ur. ?)[2]
  - Teodor II, papież (ur. ok. 840)[3]
  - Zhaozhou Congshen – chiński mistrz chan